# Bern-Luzern-Bahn
Die Bern-Luzern-Bahn (BLB) war eine Bahngesellschaft in der Schweiz, die am 1. August 1875 die Strecke Langnau–Luzern in Betrieb nahm. Am 1. Januar 1890 wurde sie von der Jura-Simplon-Bahn (JS) übernommen.

## Geschichte

### Planung und Bau

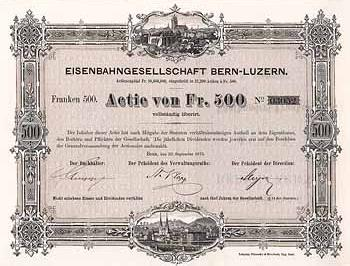
Gründeraktie der Bern-Luzern-Bahn

Im Zusammenhang mit dem Bau der Gotthardbahn (GB) entstanden Pläne für eine neue Verbindung von der Romandie mit der Innerschweiz. Die projektierte Linie von Langnau durch das Entlebuch nach Luzern stand in Konkurrenz zu den bestehenden Strecken der Centralbahn (SCB). Gegen die Streckenführung durch das Entlebuch meldete sich Widerstand. Alfred Scheurer setzte sich für eine Linienführung über Sumiswald–Affoltern–Huttwil–Willisau ein, unterlag aber 1871 im Grossen Rat des Kantons Bern knapp.
Hauptaktionäre der Bern-Luzern-Bahn waren die Kantone Bern und Luzern sowie einige Gemeinden. Viele Emmentaler Gemeinden und die Stadt Bern zeigten jedoch wenig Begeisterung zur Zeichnung von Aktien, weil sie mit der gescheiterten Ostwestbahn (OWB) bereits viel Geld verloren hatten. Trotzdem verfügte die Bern-Luzern-Bahn Ende 1872 über 14 Millionen Franken in Form von Aktien und Anleihen, während die Baukosten auf 13,7 Millionen veranschlagt wurden.
Der Streckenabschnitt Gümligen–Langnau konnte von der Bernischen Staatsbahn (BSB) für 6,6 Millionen Franken und Rollmaterial der BSB für 703'500 Franken erworben worden. Durch ihre Fortsetzung nach Luzern hoffte man, die Rentabilität der Stichstrecke nach Langnau zu verbessern. Die Erstellungskosten der in den Jahren 1873 bis 1875 gebauten Linie Langnau–Luzern beliefen sich schlussendlich auf 17'045'166 Franken. Die Gesellschaft bat am 23. Juli 1875 die bernische Regierung, Geld für den Abschluss der Bauten vorzuschiessen. Der Regierungsrat überschritt seine Finanzkompetenzen und überwies eine Summe, die als «Vorschussmillion» in die bernische Geschichte eingegangen ist.

### Konkurs

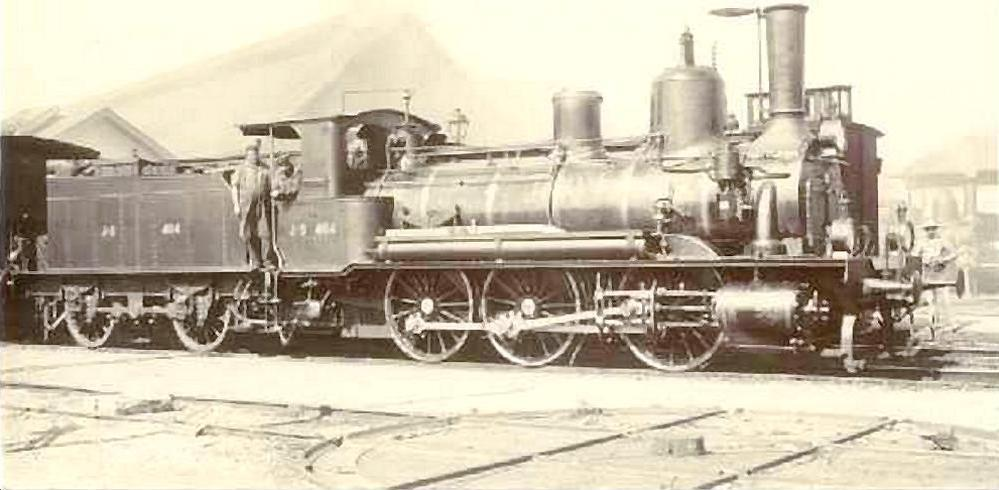
Dampflokomotive B3T Nr. 424 der Jura-Simplon-Bahn, 1875 von der Bern-Luzern-Bahn als Nr. 54 in Betrieb genommen

Der Bahnbetrieb wurde am 1. August 1875 aufgenommen, wozu die BLB mit der Jura bernois eine Betriebsgruppe mit dem Namen Jura–Bern–Luzern gründeten. Bald vermochte die Bern-Luzern-Bahn die Zinsen für ihre Anleihen nicht mehr zu bezahlen und geriet bereits am 26./27. Februar 1876 in Konkurs. An der Zwangsversteigerung am 15. Januar 1877 beteiligte sich der Kanton Luzern nicht, so dass der Kanton Bern einem Konsortium gegenübertrat, bei dem die Centralbahn beteiligt war. Die Vertreter Berns erhielten schliesslich für 8'475'000 Franken den Zuschlag. Der Kanton Bern als Hauptgläubiger kaufte die ganze Bahn also annähernd zu dem Preis, für den er seinerzeit das Teilstück Gümligen–Langnau veräussert hatte. Rund 14,5 Millionen Franken wurden beim Konkurs abgeschrieben, darunter das gesamte Aktienkapital von 10,6 Millionen Franken. Die Pfandgläubiger erhielten 70 Prozent des Nennwerts ihrer Forderungen.
Gegen steigende Preise hatte nicht nur die Bern-Luzern-Bahn zu kämpfen. Wegen massiver Kostenüberschreitungen beim Bau der Gotthardbahn wurde 1877 beschlossen, auf den Bau einiger ihrer Zufahrtslinien – unter anderem auf den Abschnitt Luzern–Immensee – vorläufig zu verzichten. Dagegen wehrte sich der Kanton Bern, der auf den direkten Anschluss der Strecke Bern–Luzern an die Gotthardbahn grossen Wert legte. Die Centralbahn und die Nordostbahn (NOB) verpflichteten sich, der Bern-Luzern-Bahn günstige Anschlussbedingungen im Bahnhof Luzern sowie einen ungehinderten Anschluss über Luzern–Rotkreuz –Immensee an die Gotthardbahn zu gewähren.

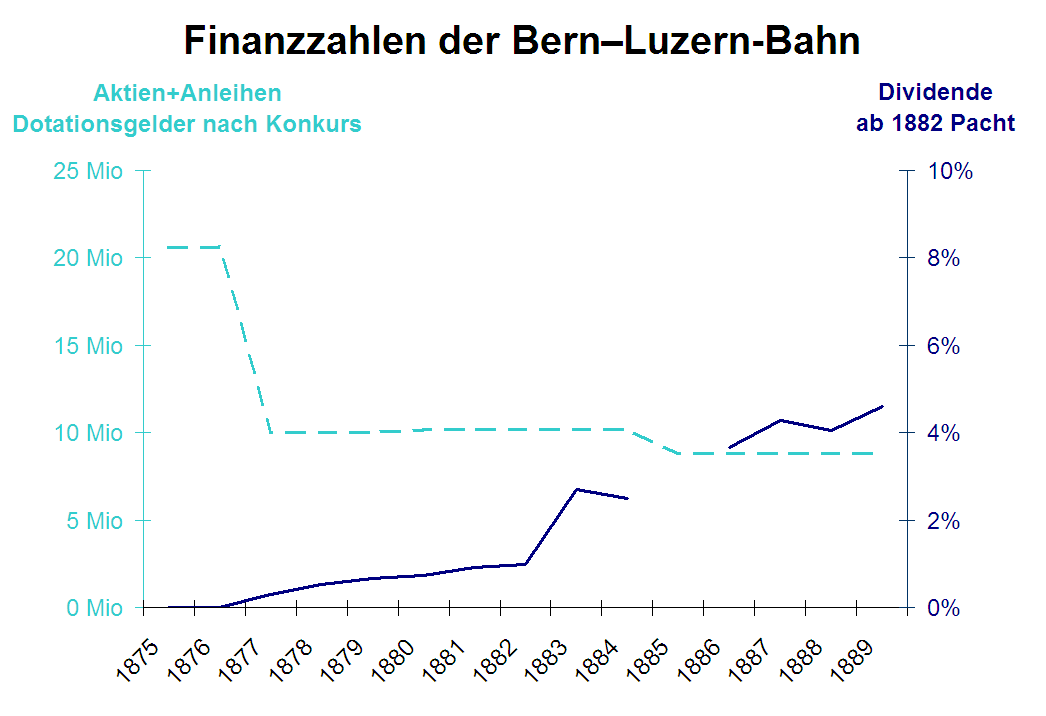
Beim Konkurs 1876 ging das gesamte Aktienkapital der Bern-Luzern-Bahn verloren. Ab 1882 konnte dann aber dem Kanton Bern eine ansehnliche Pachtsumme überwiesen werden.

Unerledigt waren die Finanzprobleme des Kantons Bern zusammen mit der «Vorschussmillion». Dazu kamen über 40 Millionen Franken Eisenbahnschulden. Am 26. August 1877 wurde in einer Volksabstimmung die nachträgliche Billigung der «Vorschussmillion» wuchtig abgelehnt. Die Regierungsräte zogen aus dieser Abfuhr die Konsequenz und traten zurück. Bei den Erneuerungswahlen des Grossen Rates im Frühjahr 1878 mussten die Freisinnigen für ihre Finanzwirtschaft eine herbe Niederlage einstecken.

### Betrieb durch die Jura–Bern–Luzern
Für den Betrieb der Bahn war weiterhin die Betriebsgruppe Jura–Bern–Luzern unter der Leitung der Jura bernois zuständig, zunächst auf Rechnung des Kantons Bern, ab 1. Juli 1882 in Pacht. Weil die Strecke Bern–Luzern zu einem Teil ihrer Transitlinie Delle–Biel–Bern–Luzern wurde, änderten am 1. Juli 1884 die Jura bernois ihren eigenen Namen in Jura–Bern–Luzern.  Die Betriebsergebnisse dieser Unternehmung lagen auch in schwierigen Zeiten stets im positiven Bereich und erlaubten es, dem Kanton Bern einen respektablen Pachtzins für die Strecke Bern–Luzern auszurichten. Die Haupteinnahmequelle war der Güterverkehr, obwohl dem Personentransport ebenfalls grosse Bedeutung zukam.
Im Rahmen der Fusion der Jura-Bern-Luzern-Bahn mit der Suisse-Occidentale–Simplon kam auch die immer noch dem Kanton Bern gehörende Bern-Luzern-Bahn am 1. Januar 1890 zur neu gegründeten Jura-Simplon-Bahn (JS). Der Kanton Bern bekam für die Bern-Luzern-Bahn und seinen Anteil an der Jura–Bern–Luzern-Bahn einen ansehnlichen Anteil der Aktien der neu entstandenen Unternehmung. Die Berner konnten sich damit einen massgebenden Einfluss bei der Jura-Simplon-Bahn sichern.

## Streckenabschnitte
Die Strecke Bern–Luzern der Bern-Luzern-Bahn unterteilt sich in folgende Abschnitte:
| Streckenabschnitt       | Eröffnung           | Bemerkung                                                          | Länge      |
| ----------------------- | ------------------- | ------------------------------------------------------------------ | ---------- |
| Bern–Bern Wylerfeld     | (15. November 1858) | Mitbenutzung des Streckenabschnitts der Linie Bern–Thun der SCB    | (7,689 km) |
| Bern Wylerfeld–Gümligen | (1. Juli 1859)      | Mitbenutzung des Streckenabschnitts der Linie Bern–Thun der SCB    | (7,689 km) |
| Gümligen–Langnau        | (1. Juni 1864)      | Am 1. August 1875 von der BSB übernommen                           | 29,850 km  |
| Langnau–Fluhmühle       | 11. August 1875     |                                                                    | 54,109 km  |
| Fluhmühle–Luzern        | (1. Juni 1859)      | Mitbenutzung des Streckenabschnitts der Linie Olten–Luzern der SCB | (2,385 km) |
| Gesamtlänge             | Gesamtlänge         | Gesamtlänge                                                        | 83,959 km  |

## Rollmaterial
Liste der Lokomotiven, die bei der BLB eingesetzt wurden:
| Bezeichnung                                         | BLB-Nr.                                                          | JS-Nr. ab 1890                                                   | SBB-Nr. ab 1903                                                  | Hersteller                                                       | Baujahr                                                          | ausrangiert |
| --------------------------------------------------- | ---------------------------------------------------------------- | ---------------------------------------------------------------- | ---------------------------------------------------------------- | ---------------------------------------------------------------- | ---------------------------------------------------------------- | ----------- |
| ab 1873: A ab 1874: I ab 1887: A2 (ab 1902: Ec 2/4) | 1–12, 1875 übernommen von der Bernischen Staatsbahn (siehe dort) | 1–12, 1875 übernommen von der Bernischen Staatsbahn (siehe dort) | 1–12, 1875 übernommen von der Bernischen Staatsbahn (siehe dort) | 1–12, 1875 übernommen von der Bernischen Staatsbahn (siehe dort) | 1–12, 1875 übernommen von der Bernischen Staatsbahn (siehe dort) | 1888–1896   |
| B ab 1887: B3T ab 1902: C 3/3                       | 51                                                               | 421                                                              | –                                                                | Koechlin                                                         | 1875                                                             | 1898        |
| B ab 1887: B3T ab 1902: C 3/3                       | 52                                                               | 422                                                              | –                                                                | Koechlin                                                         | 1875                                                             | 1902        |
| B ab 1887: B3T ab 1902: C 3/3                       | 53                                                               | 423                                                              | –                                                                | Koechlin                                                         | 1875                                                             | 1902        |
| B ab 1887: B3T ab 1902: C 3/3                       | 54                                                               | 424                                                              | –                                                                | Koechlin                                                         | 1875                                                             | 1899        |
| D ab 1887: C3 ab 1902: Ed 3/3                       | 151                                                              | 451                                                              | 7291                                                             | Koechlin                                                         | 1875                                                             | 1909        |
| D ab 1887: C3 ab 1902: Ed 3/3                       | 152                                                              | 452                                                              | 7292                                                             | Koechlin                                                         | 1875                                                             | 1916        |
| D ab 1887: C3 ab 1902: Ed 3/3                       | 153                                                              | 453                                                              | 7293                                                             | Koechlin                                                         | 1875                                                             | 1913        |
| D ab 1887: C3 ab 1902: Ed 3/3                       | 154                                                              | 454                                                              | 7294                                                             | Koechlin                                                         | 1875                                                             | 1908        |
| D ab 1887: C3 ab 1902: Ed 3/3                       | 155                                                              | 455                                                              | 7295                                                             | Koechlin                                                         | 1878                                                             | 1906        |
| D ab 1887: C3 ab 1902: Ed 3/3                       | 156                                                              | 456                                                              | 7296                                                             | Koechlin                                                         | 1878                                                             | 1915        |
| D ab 1887: C3 ab 1902: Ed 3/3                       | 157                                                              | 457                                                              | 7297                                                             | Koechlin                                                         | 1878                                                             | 1915        |